# STS-4
STS-4, voluit Space Transportation System-4, was een Spaceshuttlemissie van de NASA waarbij de Spaceshuttle Columbia gebruikt werd. De Columbia werd gelanceerd op 27 juni 1982. Dit was de vierde Space Shuttlemissie en de vierde vlucht van de Columbia.

## Bemanning
- Thomas K. Mattingly, commandant
- Henry W. Hartsfield, piloot

## Missieparameters
- Massa
  - Shuttle bij lancering: 109.616 kg
  - Shuttle bij landing: 94.774 kg
  - Vracht: 11.109 kg
- Perigeum: 183 mi (295 km)
- Apogeum: 188 mi (302 km)
- Glooiingshoek: 28,5°
- Omlooptijd: 90,3 min

## Hoogtepunten van de missie
Deze missie was de eerste keer dat de Space Shuttle precies op zijn geplande lanceringstijd werd gelanceerd. Het ook was de laatste onderzoeksvlucht van het programma. Lancering vond plaats op 27 juni 1982 om 11:00:00 a.m. EST, met Thomas K. Mattingly als bevelhebber en piloot Henry W. Hartsfield. De lading bestond uit onder meer negen wetenschappelijke experimenten die door studenten van Utah State University werden verstrekt, en een geheime lading van de Amerikaanse luchtmacht.
De bemanning voerde een onderzoek van bliksem uit met handbediende camera's uit, en voerde medische experimenten uit op zichzelf voor twee studentenprojecten. Zij gebruikten ook de robotarm om een instrument te bedienen die informatie verzamelde over gassen of deeltjes die door orbiter tijdens de vlucht worden vrijgegeven.
STS-4 was een geplande missie van 7 dagen en de landing was gepland op 4 juli 1982 om 9:09:31 a.m. PDT, op de landingsbaan 22 op Edwards Air Force Base, de eerste shuttlelanding op een betonnen landingsbaan. De vlucht duurde 7 dagen, 1 uur, 9 minuten en 31 seconden, met 4.700.000 km te hebben afgelegd in 112 complete rondjes om de aarde. De Columbia keerde op 15 juli 1982 terug op het Kennedy Space Center.